# Episodi di Rake (terza stagione)
La terza stagione della serie televisiva Rake è stata trasmessa sul canale australiano ABC1 dal 9 febbraio al 30 marzo 2014.
In Italia la serie è ancora inedita.
| nº | Titolo originale | Titolo italiano | Prima TV AUS     | Prima TV in italiano |
| -- | ---------------- | --------------- | ---------------- | -------------------- |
| 1  | 1                |                 | 6 febbraio 2014  |                      |
| 2  | 2                |                 | 16 febbraio 2014 |                      |
| 3  | 3                |                 | 23 febbraio 2014 |                      |
| 4  | 4                |                 | 2 marzo 2014     |                      |
| 5  | 5                |                 | 9 marzo 2014     |                      |
| 6  | 6                |                 | 16 marzo 2014    |                      |
| 7  | 7                |                 | 23 marzo 2014    |                      |
| 8  | 8                |                 | 30 marzo 2014    |                      |